# ゲックス
『ゲックス』（GEX）は、1994年にクリスタル・ダイナミックスが開発した、同名のヤモリの主人公のキャラクター、ゲックス（GEX）が活躍する、テレビゲームの2Dアクションゲームのシリーズ及びキャラクターの名前である。なお、題名のゲックス（GEX）とはヤモリの英名であるゲッコー（Gecko）から因んでいる。BMG Interactiveから3DOで発売され、後にセガサターン、PlayStationからPCでも発売された。日本でもBMGビクターより、3DO、セガサターン、PlayStationにて発売され、コアな人気があった。また続編も多数出ており、ゲックス関連の本も多数出ている。ゲームの主人公のゲックス（GEX）はクリスタルダイナミックスのマスコットキャラクター的存在にもなっていた。

## 要素
テレビ好きのヤモリのゲックスは、家でテレビを見ていたらテレビの中の世界に引きずり込まれ、テレビの国「メディアワールド」の5つのワールドのステージを進む為、敵を倒しながら、リモコンを探し進み、テレビの国「メディアワールド」を支配する「悪の帝王レッズ」をやっつける…と言う内容である。
主人公のゲックスはヤモリなので、舌を伸ばしたり、壁や天井に張り付いて移動したり、尻尾で攻撃したりなど、ヤモリならでの行動をするのが特徴である。ゲックスの声はコメディアンのDana Gouldが担当していた。

## 移植版
| No. | タイトル                | 発売日                                    | 対応機種                                                    | 開発元            | 発売元                           | メディア                        | 型式                                           | 備考                                          |
| --- | ----------------------- | ----------------------------------------- | ----------------------------------------------------------- | ----------------- | -------------------------------- | ------------------------------- | ---------------------------------------------- | --------------------------------------------- |
| 1   | ゲックス                | 1996年3月29日 1995年12月13日 1996年4月5日 | セガサターン                                                | Beam Software     | BMG Interactive Crystal Dynamics | CD-ROM                          | T-15904G T-15904H T-15904H-50                  |                                               |
| 2   | ゲックス                | 1996年8月3日 1995年12月13日 1996年4月     | PlayStation                                                 | Beam Software     | BMG Interactive Crystal Dynamics | CD-ROM                          | SLPS-00244 SLUS-00042 SLES-00133               |                                               |
| 3   | マイクロソフト ゲックス | 1997年 1996年7月11日 1996年               | Windows                                                     | Crystal Dynamics  | マイクロソフト                   | CD-ROM                          | 4988648054080 69785                            |                                               |
| 4   | Gex                     | 2009年11月5日 2011年12月21日              | PlayStation 3 PlayStation Portable                          | Crystal Dynamics  | Crystal Dynamics                 | ダウンロード （PSone Classics） | NPUJ-00042                                     | PlayStation版の移植                           |
| 5   | Gex                     | INT 2014年10月16日                        | Windows                                                     | Crystal Dynamics  | Square Enix                      | ダウンロード （GOG.com）        |                                                | Windows（CD-ROM）版の移植                     |
| 6   | GEX Trilogy             | INT 2025年6月16日                         | PlayStation 5 Nintendo Switch Xbox Series X/S Steam GOG.com | Limited Run Games | Limited Run Games                | ダウンロード                    | Xbox Series X/S INT 9NJ3SKSBW8WW Steam 3183970 | PlayStation版の移植 GEXシリーズのカップリング |

## シリーズ作品
続編に1998年1月31日に2作目の『Gex: Enter the Gecko（日本版はスピンテイル）』（PlayStation、NINTENDO 64、ゲームボーイカラー、PC）と1999年8月31日に3作目の『Gex 3: Deep Cover Gecko』（PlayStation、NINTENDO64、ゲームボーイカラー）が発売されており、2Dの横スクロールアクションだった、ゲックスが3Dアクションとなった（ゲームボーイカラー版は別）。2作目の『Gex: Enter the Gecko』は日本でも『スピンテイル』と言う邦題で1998年9月10日にバンダイからPlayStation版が発売されているが、ヤモリの設定だった主人公ゲックスは、トカゲの設定となり、名前もゲックスからレノと言う名前に差し替えられたり、ゲックスシリーズとは無関係な設定に差し替えられている。また、レノ（ゲックス）の声をせんだみつおが担当した。『Gex 3: Deep Cover Gecko』にはプレイボーイのプレイメイトであるMarliece Andradaがゲームに出演している事でしられる。
PlayStation 2用ソフトに、4作目となる『Gex 4（仮題）』の開発プロジェクトがあったが、2002年にキャンセルされている。クリスタル・ダイナミックスが、レガシー・オブ・ケインシリーズの開発の方に専念した為と思われる。
またXboxで発売された『マッド ダッシュ レーシング』では隠しキャラとしてゲックスが登場する。
現在、GEXシリーズはスクウェア・エニックス欧州部門（SQUARE ENIX LTD.）の所有物です。